# Europarlamentari della Francia della VI legislatura
Gli europarlamentari della Francia della VI legislatura, eletti in occasione delle elezioni europee del 2004, sono stati i seguenti.

## Composizione storica
| Europarlamentare           | Lista                                               | Gruppo    |
| -------------------------- | --------------------------------------------------- | --------- |
| Kader Arif                 | Partito Socialista                                  | PSE       |
| Marie-Hélène Aubert        | I Verdi                                             | Verdi/ALE |
| Roselyne Bachelot-Narquin  | Unione per un Movimento Popolare                    | PPE-DE    |
| Jean Marie Beaupuy         | Unione per la Democrazia Francese                   | ALDE      |
| Jean-Luc Bennahmias        | I Verdi                                             | Verdi/ALE |
| Pervenche Berès            | Partito Socialista                                  | PSE       |
| Guy Bono                   | Partito Socialista                                  | PSE       |
| Jean-Louis Bourlanges      | Unione per la Democrazia Francese                   | ALDE      |
| Bernadette Bourzai         | Partito Socialista                                  | PSE       |
| Marie-Arlette Carlotti     | Partito Socialista                                  | PSE       |
| Françoise Castex           | Partito Socialista                                  | PSE       |
| Jean-Marie Cavada          | Unione per la Democrazia Francese                   | ALDE      |
| Thierry Cornillet          | Unione per la Democrazia Francese                   | ALDE      |
| Jean Louis Cottigny        | Partito Socialista                                  | PSE       |
| Paul Marie Coûteaux        | Movimento per la Francia                            | IND/DEM   |
| Joseph Daul                | Unione per un Movimento Popolare                    | PPE-DE    |
| Marielle de Sarnez         | Unione per la Democrazia Francese                   | ALDE      |
| Marie-Hélène Descamps      | Unione per un Movimento Popolare                    | PPE-DE    |
| Harlem Désir               | Partito Socialista                                  | PSE       |
| Christine De Veyrac        | Unione per un Movimento Popolare                    | PPE-DE    |
| Brigitte Douay             | Partito Socialista                                  | PSE       |
| Anne Ferreira              | Partito Socialista                                  | PSE       |
| Hélène Flautre             | I Verdi                                             | Verdi/ALE |
| Nicole Fontaine            | Unione per un Movimento Popolare                    | PPE-DE    |
| Janelly Fourtou            | Unione per la Democrazia Francese                   | ALDE      |
| Jean-Claude Fruteau        | Partito Socialista                                  | PSE       |
| Patrick Gaubert            | Unione per un Movimento Popolare                    | PPE-DE    |
| Jean-Paul Gauzès           | Unione per un Movimento Popolare                    | PPE-DE    |
| Claire Gibault             | Unione per la Democrazia Francese                   | ALDE      |
| Bruno Gollnisch            | Fronte Nazionale                                    | NI        |
| Nathalie Griesbeck         | Unione per la Democrazia Francese                   | ALDE      |
| Françoise Grossetête       | Unione per un Movimento Popolare                    | PPE-DE    |
| Ambroise Guellec           | Unione per un Movimento Popolare                    | PPE-DE    |
| Catherine Guy-Quint        | Partito Socialista                                  | PSE       |
| Benoît Hamon               | Partito Socialista                                  | PSE       |
| Adeline Hazan              | Partito Socialista                                  | PSE       |
| Jacky Hénin                | Partito Comunista Francese                          | GUE/NGL   |
| Brice Hortefeux            | Unione per un Movimento Popolare                    | PPE-DE    |
| Marie-Anne Isler-Béguin    | I Verdi                                             | Verdi/ALE |
| André Laignel              | Partito Socialista                                  | PSE       |
| Alain Lamassoure           | Unione per un Movimento Popolare                    | PPE-DE    |
| Carl Lang                  | Fronte Nazionale                                    | NI        |
| Anne Laperrouze            | Unione per la Democrazia Francese                   | ALDE      |
| Stéphane Le Foll           | Partito Socialista                                  | PSE       |
| Bernard Lehideux           | Unione per la Democrazia Francese                   | ALDE      |
| Jean-Marie Le Pen          | Fronte Nazionale                                    | NI        |
| Marine Le Pen              | Fronte Nazionale                                    | NI        |
| Marie-Noëlle Lienemann     | Partito Socialista                                  | PSE       |
| Alain Lipietz              | I Verdi                                             | Verdi/ALE |
| Patrick Louis              | Movimento per la Francia                            | IND/DEM   |
| Jean-Claude Martinez       | Fronte Nazionale                                    | NI        |
| Véronique Mathieu Houillon | Unione per un Movimento Popolare                    | PPE-DE    |
| Philippe Morillon          | Unione per la Democrazia Francese                   | ALDE      |
| Pierre Moscovici           | Partito Socialista                                  | PSE       |
| Robert Navarro             | Partito Socialista                                  | PSE       |
| Gérard Onesta              | I Verdi                                             | Verdi/ALE |
| Béatrice Patrie            | Partito Socialista                                  | PSE       |
| Vincent Peillon            | Partito Socialista                                  | PSE       |
| Bernard Poignant           | Partito Socialista                                  | PSE       |
| Marie-Line Reynaud         | Partito Socialista                                  | PSE       |
| Michel Rocard              | Partito Socialista                                  | PSE       |
| Martine Roure              | Partito Socialista                                  | PSE       |
| Tokia Saïfi                | Unione per un Movimento Popolare                    | PPE-DE    |
| Gilles Savary              | Partito Socialista                                  | PSE       |
| Pierre Schapira            | Partito Socialista                                  | PSE       |
| Lydia Schenardi            | Fronte Nazionale                                    | NI        |
| Chantal Simonot            | Fronte Nazionale                                    | NI        |
| Margie Sudre               | Unione per un Movimento Popolare                    | PPE-DE    |
| Jacques Toubon             | Unione per un Movimento Popolare                    | PPE-DE    |
| Catherine Trautmann        | Partito Socialista                                  | PSE       |
| Ari Vatanen                | Unione per un Movimento Popolare                    | PPE-DE    |
| Yannick Vaugrenard         | Partito Socialista                                  | PSE       |
| Paul Vergès                | Alleanza d'Oltremare (Partito Comunista Riunionese) | GUE/NGL   |
| Bernadette Vergnaud        | Partito Socialista                                  | PSE       |
| Philippe de Villiers       | Movimento per la Francia                            | IND/DEM   |
| Dominique Vlasto           | Unione per un Movimento Popolare                    | PPE-DE    |
| Henri Weber                | Partito Socialista                                  | PSE       |
| Francis Wurtz              | Partito Comunista Francese                          | GUE/NGL   |

## Modifiche intervenute

### Partito Socialista
- In data 04.07.2007 a Marie-Line Reynaud subentra Roselyne Lefrançois.
- In data 04.07.2007 a Jean-Claude Fruteau subentra Catherine Neris.
- In data 04.07.2007 a Pierre Moscovici subentra Pierre Pribetich.
- In data 18.05.2008 a Adeline Hazan subentra Catherine Boursier.
- In data 06.10.2008 a Bernadette Bourzai subentra Jean-Paul Denanot.
- In data 06.10.2008 a Robert Navarro subentra Michel Teychenné.
- In data 01.02.2009 a Michel Rocard subentra Bernard Soulage.

### Unione per un Movimento Popolare
- In data 11.06.2005 a Brice Hortefeux subentra Jean-Pierre Audy.
- In data 24.05.2007 a Roselyne Bachelot-Narquin subentra Elisabeth Morin-Chartier.

### Unione per la Democrazia Francese
- In data 10.01.2008 a Jean-Louis Bourlanges subentra Brigitte Fouré (Nuovo Centro).

### Fronte Nazionale
- In data 22.10.2004 a Chantal Simonot subentra Fernand Le Rachinel.

### Alleanza d'Oltremare
- In data 09.11.2007 a Paul Vergès subentra Madeleine Jouye De Grandmaison (Raggruppamento Democratico per la Martinica).